# Eloïse
Eloïse es una película española de 2009, dirigida por Jesús Garay e interpretada por Diana Gómez y Ariadna Cabrol. Esta película cuenta la historia de amor que vive una joven y la forma en que debe enfrentarse a su entorno. Esta película aborda temas variados, como la vida en familia o el lesbianismo.

## Argumento
Asia, una chica de 18 años, está hospitalizada y es cuidada por su madre, su novio y algunas amigas. Regresando en el tiempo (flashback), se ve a Asia en la escuela; conoce a Nataniel, chico con el que termina saliendo, y a una enigmática chica llamada Eloïse, estudiante de Bellas Artes (pintura) para quien, después de la publicación de un aviso, termina siendo modelo.
Gracias a esta interacción con fines artísticos, surge una estrecha relación entre las dos chicas y luego un romance que termina confundiendo a Asia. Sin embargo, el romance no termina. Al contrario, las chicas terminan completamente enamoradas.
Por otro lado, la madre de Asia, quien se da cuenta de la relación de su hija con Eloïse decide oponerse a tal relación, pero las cosas no salen como se esperaban y Asia termina involucrada en un lamentable accidente automovilístico.

## Reparto
- Diana Gómez:	Asia
- Ariadna Cabrol:	Eloïse
- Laura Conejero:	madre de Asia
- Bernat Saumell:	Nathaniel
- Carolina Montoya:	Erika
- Miranda Makaroff:	Norah
- Núria Hosta:	Asun
- Eduard Farelo:	padre de Asia
- Jaume Madaula:	Rubén
- Chus Leiva:	Enfermera

## Rodaje
La película fue rodada en las localidades de Barcelona, Badalona, Tarrasa, San Cugat del Vallés y Tiana.